# Calvin Hill
Calvin Hill (Baltimore, 2 de janeiro de 1947) é um ex-jogador profissional de futebol americano estadunidense.

## Carreira
Calvin Hill foi campeão da temporada de 1971 da National Football League jogando pelo Dallas Cowboys.